# 神奈川中央交通大和営業所

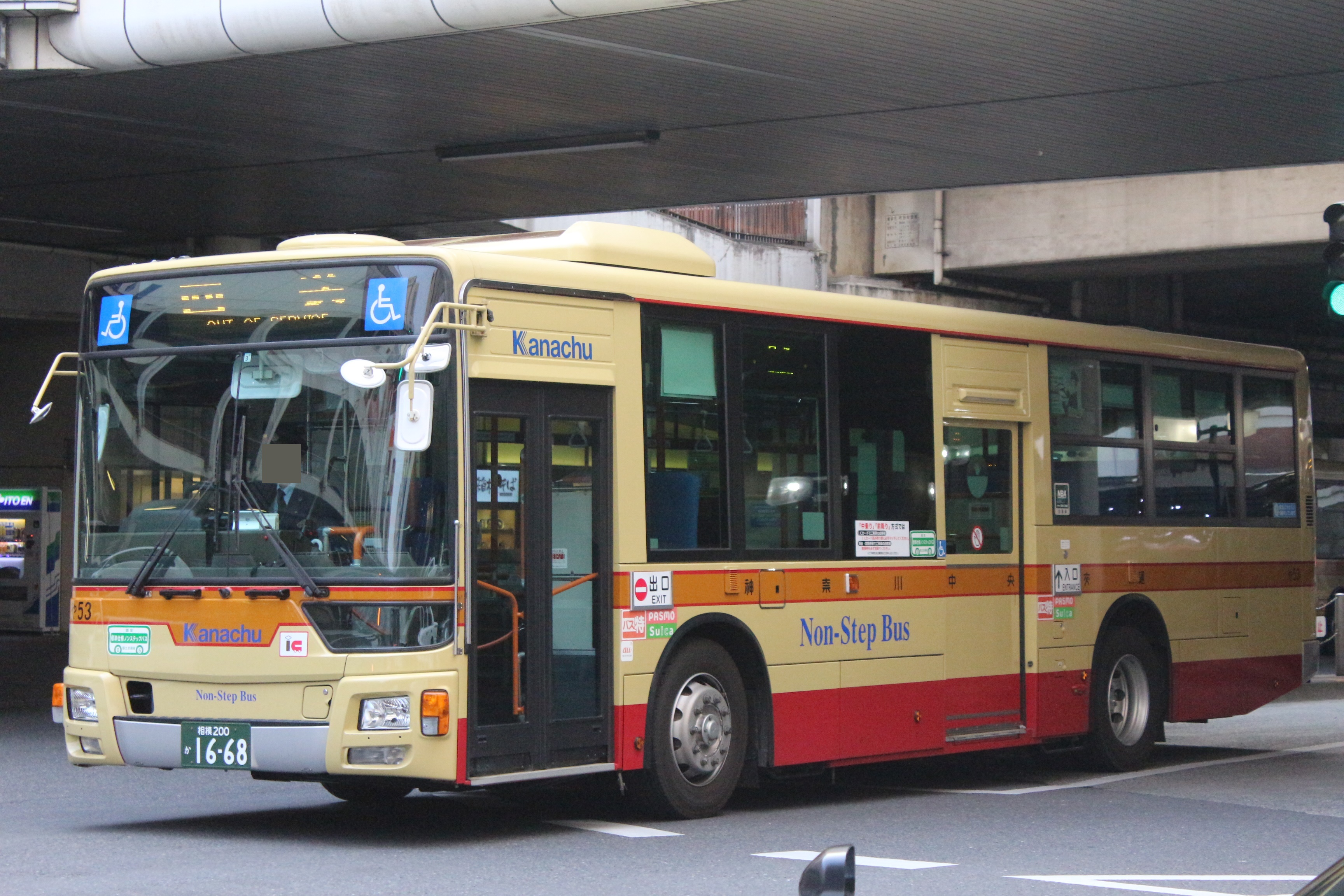
大和営業所所属車両 (や53)

神奈川中央交通大和営業所（かながわちゅうおうこうつうやまとえいぎょうしょ）は、神奈川県大和市下鶴間にある神奈川中央交通の営業所。車両の社番等に用いられる略号は「や」、最寄りのバス停留所は「鶴間車庫」（旧：車庫前）
主に町田市内を発着する路線は神奈川中央交通東・大和営業所（二代目）に、旧・藤沢神奈交バス大和営業所を引き継いだ路線は神奈川中央交通東・大和営業所鶴間操車所にそれぞれ運行管理が全面委託されている。両者は同じ鶴間車庫内に存在するが社屋は別棟で、乗務員の所属先や路線などの管轄は区別されている。

## 概要
東京都町田市南部を中心に、神奈川県大和市、横浜市北西部、座間市、海老名市などの路線を担当する。
2017年の神奈中グループ再編以前までは、主に東京都町田市内と長津田駅北口の各発着路線、横04、90系統およびコミュニティバス、特定・貸切輸送などを神奈川中央交通本体が管轄し、その他の路線は併設の藤沢神奈交バス大和営業所（当時）へ運行管理を委託する形で営業を行っており、一部に藤沢神奈交バスの自社免許路線が存在した。
2017年1月1日付けの会社再編で、藤沢神奈交バス大和営業所が「神奈川中央交通東・大和営業所（初代）」へと社名変更となった後、同年12月16日付けで町田市内など神奈中本体が管轄していた路線も「神奈川中央交通東・大和営業所（二代目）」へ運行管理委託されることとなり、同時に初代の神奈中東・大和営業所、すなわち旧・神奈交バス大和営業所は「神奈川中央交通東・大和営業所鶴間操車所」に組織変更されている。
神奈川中央交通東が受託している営業所としては、「大和営業所」と「大和営業所鶴間操車所」を含めると最も運行範囲が広く、東は横浜駅西口、西は相武台下駅・座間四ツ谷、南はいちょう団地、北はこどもの国駅・東玉川学園四丁目が営業エリアの端部である。また、相鉄本線の起点の横浜駅・終点の海老名駅の双方にも乗り入れている。
また、大和営業所が管轄する操車所（車庫）は2つあり、営業所が置かれる鶴間車庫のほか、神奈川県座間市座間二丁目に座間操車所があり、車両や乗務員の配置はないものの主に座間市方面の路線が待機や休憩で使用する。
なお、2017年1月1日の再編以前は、横浜市旭区白根町にも「神奈川中央交通大和営業所中山操車所」が存在し横浜神奈交バス中山営業所へ運行管理が全面委託されていたが、現在は管理委託を終了し「中山営業所」として神奈川中央交通が管轄している。

## 沿革
- 1952年2月23日 - 神奈川県高座郡（現：大和市）に鶴間営業所を開設。町田市の原町田営業所は鶴間営業所の原町田出張所となる。
- 1958年6月25日 - 原町田営業所の移転による町田営業所開設に伴い、鶴間営業所は町田営業所鶴間派出所とする。
- 1964年5月21日 - 鶴間派出所を町田営業所鶴間操車所に改称。
- 1970年7月1日 - 町田営業所鶴間操車所が分離独立し、神奈川中央交通大和営業所として開設。
- 1990年2月9日 - 管内で神奈中バスカードの利用を開始。
- 1994年10月1日 - 管内でバス共通カードに対応。
- 2005年4月1日 - 中山操車所（現・中山営業所）を横浜市緑区寺山町745-45に開設。
- 2006年3月27日 - 座間市コミュニティバスに新設された、東原・ひばりが丘南コース、小松原・ひばりが丘コースの運行受託を開始（のち全コースを運行受託[3]）。
- 2007年

4月1日 - 横浜市営バスより121系統（新横浜駅 - 保土ケ谷駅西口）を全便移管される。
10月1日 - 横浜市営バスより1系統（横浜駅西口 - 三ツ沢上町駅 - 中山駅）を全便移管される。
- 2008年

2月12日 - 横浜市営バスより5系統（横浜駅西口 - 鶴ヶ峰駅 - 若葉台中央/鶴ヶ峰駅 - よこはま動物園）と115系統（鶴ヶ峰駅 - 若葉台中央/鶴ヶ峰駅 - 今宿ハイツ循環）を移管される。
2月17日 - 管内でPASMOの利用を開始。
8月16日 - 相模鉄道（現・相鉄バス）より旭30・旭31を全便移管、境30・瀬31として運行開始。
- 2009年4月6日 - 町田バスセンター・町田ターミナル付近の経路を変更。
- 2010年3月1日 - 横浜市内の路線でGPSによるバスロケーションシステムを導入。
- 2012年

3月 - 管内で一部路線、中山操車所を除き「前乗り・前降り」に乗降方式を変更。
12月16日 - 高01を新設、間24・和02を廃止。
- 2015年1月12日 - 中山操車所を横浜市旭区白根町967-2に移転し[4]、中山操車所と鴨居駅・中山駅・鶴ヶ峰駅を結ぶ路線を新設[4]。なお、移転前の中山操車所からこれらの駅への路線は運行されていなかった。
- 2016年

3月22日 - 横04・間01・90系統と中山操車所管轄の路線を除き、乗降方法を「中乗り・前降り」運賃後払い方式に変更。また、同日付で町71系統（町田BC - 青葉台駅 - 中山駅北口）を廃止し、青葉台駅を境に町73・90系統の2つの路線に分割された。
- 2017年
  - 1月1日 - 神奈川中央交通グループの乗合バス事業再編に伴い[7][8]、従前の藤沢神奈交バス大和営業所が「神奈川中央交通東・大和営業所（初代）」に名称変更。同時に大和営業所中山操車所（旧・横浜神奈交バス中山営業所委託）を神奈川中央交通直営の中山営業所[8]に変更し、大和営業所から分離。
  - 12月16日 - 神奈川中央交通グループの乗合バス事業再編に伴い[9][10]、神奈川中央交通大和営業所のうち、町田市内方面など神奈中本体管轄のまま残っていた路線について「神奈川中央交通東・大和営業所（二代目）」に変更[10]となる。同時に、再編前の神奈中東・大和営業所（初代、旧・藤沢神奈交バス大和営業所）は「神奈川中央交通東・大和営業所鶴間操車所」に名称変更[10]。これに伴い、大和営業所全体が神奈川中央交通東への管理委託となった。
- 2018年3月13日 - イオンモール座間開業に伴うダイヤ改正。
- 2021年4月1日 - 座間市コミュニティバスの運行事業者が一部変更され、A・B・D・Eコースが神奈中タクシー大和営業所（同年7月より座間営業所に変更）、Cコースのみ当営業所の担当となる[3]。
- 2022年4月1日 - 座間市コミュニティバスCコースの運行事業者が変更され、神奈中タクシー座間営業所に移管。
- 2023年
  - 4月1日 - 町田市金森地区コミュニティバスの運行事業者が変更され、神奈中タクシー座間営業所に移管。
  - 10月1日 - 大和市コミュニティバスのろっとの運行事業者が変更され、神奈中タクシー座間営業所に移管。

## 現行路線

### 町田ターミナル・バスセンター - 鞍掛 - 成瀬・長津田方面

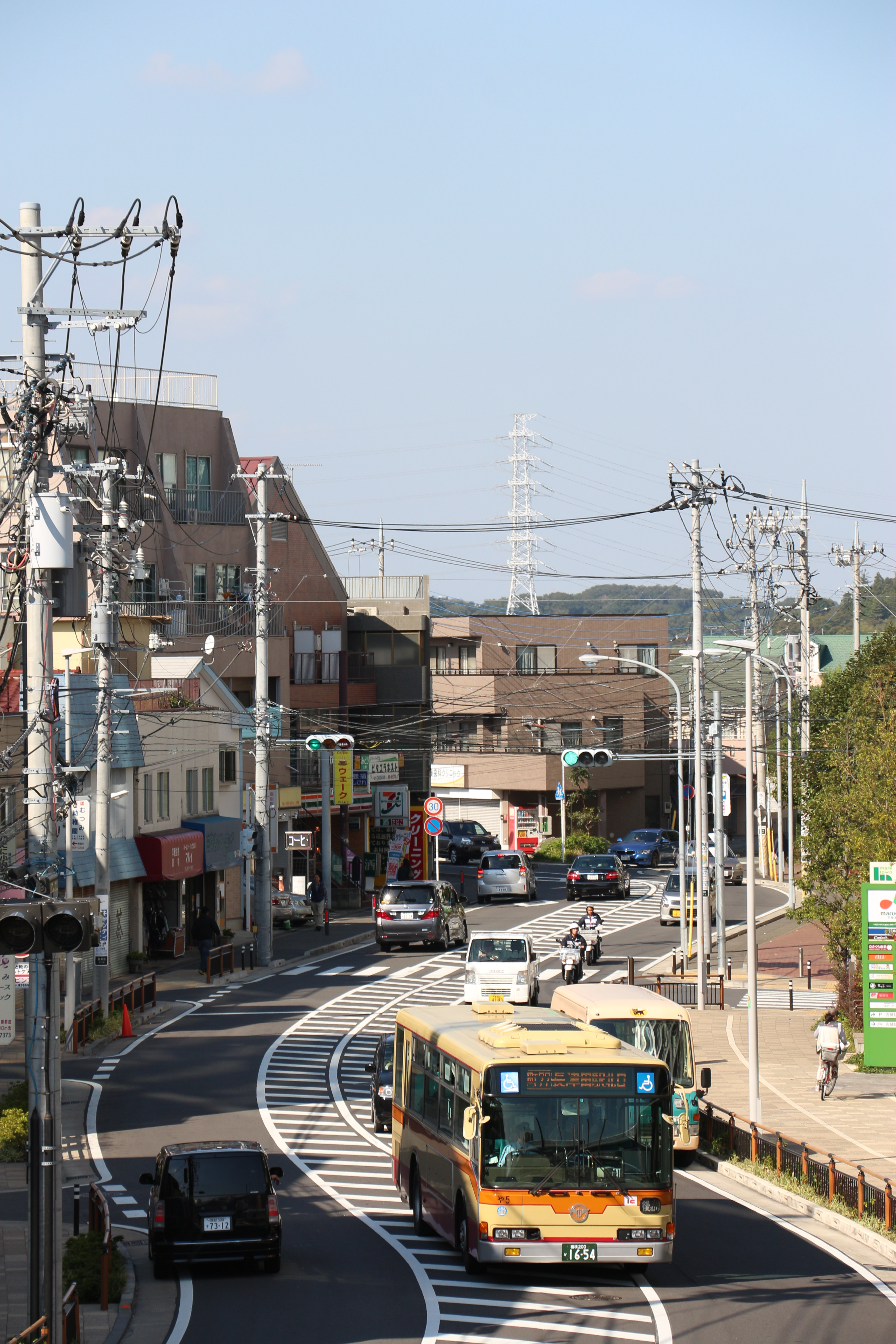
長津田駅北口に到着直前の町77 (や5)

- 町74：町田ターミナル → 町田バスセンター -（←町田ターミナル前 / 原町田三丁目→）- 熊野神社前 - 鞍掛 - ポプラヶ丘前 - 成瀬台
- 町75：町田ターミナル → 町田バスセンター -（←町田ターミナル前 / 原町田三丁目→）- 熊野神社前 - 鞍掛 - 成瀬高校入口 - 成瀬駅
- 町77：町田ターミナル → 町田バスセンター -（←町田ターミナル前 / 原町田三丁目→）- 熊野神社前 - 鞍掛 - 堀の内 - 長津田駅北口
- 町92：町田ターミナル → 町田バスセンター -（←町田ターミナル前 / 原町田三丁目→）- 熊野神社前 - 高ヶ坂団地

町田ターミナルおよび町田バスセンターから成瀬街道へ向かう路線はかつては非常に多岐に渡り、本数も充実していたが、成瀬街道および周辺道路に起因する慢性的な渋滞によって減便または路線短縮が繰り返され、時間帯によっては全く運行されない路線も存在するなど、現在は本数の削減と短距離運転への振り替えと共に一度廃止された路線が運行形態を変えて復活するといった路線の再編が相次いで行われている。運行形態は、成瀬方面から来た便は町田ターミナル前（ターミナル構内には入らない）を経由後に町田バスセンター終着となり、町田バスセンターから町田ターミナル（構内）へ回送されたのち、町田ターミナル（構内）発から町田バスセンター経由で成瀬方面へ向かう。
2010年1月16日のダイヤ改正までの筆頭格は町73（廃止）で、東急田園都市線の急行停車駅である青葉台駅と町田市内を直接結ぶ主力路線として毎時2便以上の高頻度で運行されていた。そこへ町70（廃止）・72（廃止）・75が加わって運行されていたが、ダイヤ改正によって町73 - 75および町94（町田ターミナル - 町田バスセンター - 昭和薬科大学 - 成瀬台）が筆頭格となり、それ以外は早朝運行に限定されることとなった。2014年8月31日のダイヤ改正では長津田駅北口ロータリーの供用開始による再編が実施され、町72・73が町77に代替廃止されたほか、町70が十日市場駅方向の片道運行へ変更された。その後、2016年3月には町71の廃止代替で町73が早朝1往復に限って運行が再開され、同年10月16日のダイヤ改正では町70の十日市場駅方向が廃止された代わりに、町70の町田駅方向が運行復活となったが、2023年1月のダイヤ改正で町73は町田駅方向の片道運行に変更され、2024年3月16日のダイヤ改正で町70が、2025年3月29日のダイヤ改正で町73がそれぞれ運行を終了した。
町74は成瀬台方面へ向かう路線だが、町田から成瀬台へは主に町田営業所が担当する町76（町田バスセンター - あけぼの病院前 - 南大谷都営前 - 成瀬台）が中心となっており、こちらは毎時1便程度に抑えられている。2021年1月16日のダイヤ改正によって昭和薬科大学経由だった町94（町田ターミナル - 町田バスセンター - 昭和薬科大学 - 成瀬台）が廃止されたため、代替として町74が日中時間帯も運行されることとなっている。
町75は横浜線成瀬駅発着の路線として町73の区間便だが、2000年代初頭までは日曜・休日が運休とされていた。そこへ前述の渋滞対策によって町73の本数を削減した分が町75へ振り替えられ、現在では毎時1便程度が確保されている。
町77は2014年8月31日の長津田駅北口ロータリー供用開始による再編で、町73を振替短縮する形で新設された。町73の本数を踏襲しているため、町田駅の始発便は早朝5時台と非常に早いのが特徴である。なお「町77」の系統番号は過去に「町田バスセンター - 田奈駅 - 十日市場駅 - 若葉台中央線」の買物バスとして使用されていたため、本系統は2代目となる。
町92は町田市街地からほど近い高ヶ坂団地への短距離路線で、高ヶ坂団地の周辺は団地と町田市街地の間を流れる芹ヶ谷川の侵食による深い谷戸（渓谷）が存在するために起伏に飛んだ地形となっており、徒歩や自転車での行き来が難しく、団地住民を中心に乗客が多数見込めたことから、かつては毎時4本程度運行されていた時期がある。2023年現在は毎時2便程度が設定されている。なお、終点の高ヶ坂団地には折返所がなく、常駐する警備員の誘導で停留所前の丁字路を使って方向転換する。
町田から成瀬街道方面の路線は、現在では神奈中の上記路線のみが存在するが、2011年8月までは小田急バス町田営業所（当時）が運行する柿20（町田バスセンター・ターミナル - 鞍掛 - 中恩田橋 - こどもの国 - 柿生駅）が存在していた。この路線は小田急バスでは数少ない中乗り前降りの整理券方式・運賃後払いの路線だった。

### 町田ターミナル・バスセンター - 金森方面
- 町83：町田ターミナル → 町田バスセンター -（←町田ターミナル前 / 原町田三丁目→）- 金森 - 南中学校前 - 柳谷戸 - つくし野駅
- 町84：町田バスセンター -（←町田ターミナル前 / 原町田三丁目→）- 金森 - 南中学校前 - 小川高校入口 - 成瀬駅（土曜・休日運休）
- 町85：町田ターミナル → 町田バスセンター -（←町田ターミナル前 / 原町田三丁目→）- 金森 - 南中学校前 - 町谷原 - 小川 - すずかけ台駅
- 町87：町田ターミナル → 町田バスセンター -（←町田ターミナル前 / 原町田三丁目→）- 金森 - 南中学校前 - 町谷原 - 町田辻 - 下鶴間 - 鶴間車庫 - 鶴間駅東口
- 町88：町田ターミナル → 町田バスセンター -（←町田ターミナル前 / 原町田三丁目→）- 金森 - 南中学校前 - 町谷原 - 町田辻 - 下鶴間 - 鶴間車庫

前述の成瀬街道方面の路線と同様に、これらの路線が通る町田街道も車線数が少ないために渋滞が激しく、定時運行が困難である。ただし本数はこちらの方が多い。中心となるのは東急田園都市線方面へ向かう町83・85で、毎時1便運行の町87と合わせて5便程度が確保されている。東急田園都市線以外にも小田急江ノ島線・横浜線の各駅を上手く結んでいる路線群だが、「町田辻」（旧：長津田辻）停留所から「下鶴間」停留所までの短距離の間に交通量が多い町田街道、国道246号、大和バイパス、246号旧道、八王子街道（16号旧道）などとの交差・合流が連続していることで渋滞が多発し、定時運行が困難な町87は減便が続いており、比較的短距離な町83・85が増発されているのが現状である。ただし出入庫は町87・88で必ず行われている訳ではなく、鶴間車庫から国道246号経由で直接すずかけ台駅、つくし野駅、成瀬駅などへ回送され、そこから町田街道経由または成瀬街道経由の便として運行されるものもある。
町84は2016年10月16日のダイヤ改正で平日早朝の1.5往復に減便され、町田ターミナル発は廃止された。金森から南中学校東までの区間は町田市金森地区コミュニティバス「かわせみ号」の南中学校東経由と同一経路で運行される。運行形態は町84を除いて、金森方面から来たバスは町田ターミナル前（ターミナル構内には入らない）を経由後に町田バスセンター終着となり、町田バスセンターから町田ターミナル（構内）へ回送されたのち、町田ターミナル（構内）発から町田バスセンター経由で金森方面へ向かう。
東京都シルバーパスの有効区間は、町田バスセンター・ターミナル - 坂下停留所（町田市鶴間）まで利用可能である。

### 町田ターミナル・バスセンター - 南町田グランベリーパーク駅方面

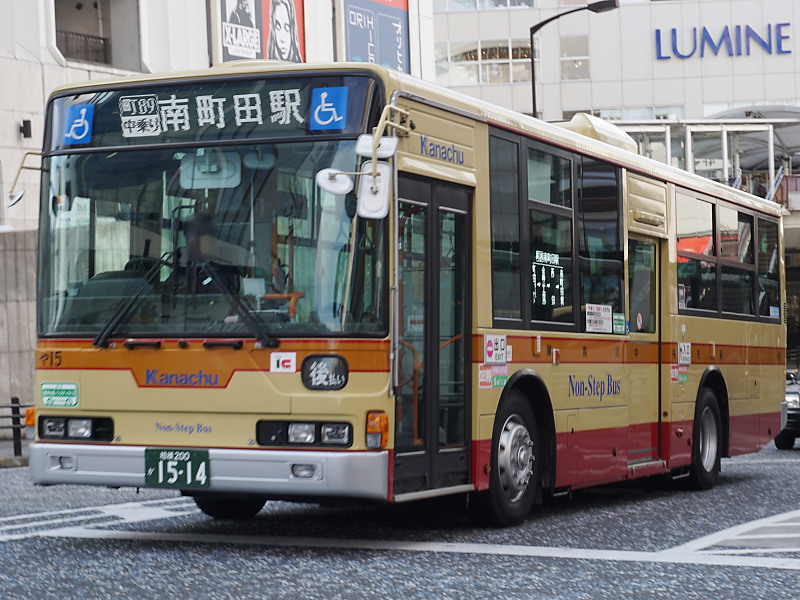
町田バスセンターを出発する町89。画像は駅名改称前。 (や15)

- 町89：町田ターミナル → 町田バスセンター -（←町田ターミナル前 / 原町田三丁目→）- 金森二丁目西 - 西田 - 町谷 - 南町田四丁目 - 南町田グランベリーパーク駅

2009年4月6日に新設された路線で、金森郵便局前交差点で町田街道から都道56号（藤沢街道）に入り、国道16号線を経由して南町田グランベリーパーク駅（北口）へ向かう。その後、2016年12月19日に途中の都市計画道路（鶴間町谷通り）の開通に伴って経路変更を実施し、途中に南町田四丁目停留所を新設した。さらに、2017年4月1日には南町田駅北口広場の使用開始に伴い、北口への乗り入れを開始する経路変更（停留所名は南町田駅のまま）を行った。
開業当初は途中区間に狭隘道路が存在したため、2017年3月までは専用の中型車による運行が続けられた。神奈川中央交通の中型車はこの路線用に3台が配置されたため、定期検査などの場合には神奈川中央交通東委託の中型車が代走する場合があった。前述の南町田駅北口への乗り入れ開始にあわせて、従来の中型車から大型車に変更された。運行形態は南町田方面から来たバスは町田ターミナル前（ターミナル構内には入らない）を経由後に町田バスセンター到着で終点となり、町田バスセンターから町田ターミナル（構内）へ回送される。そして町田ターミナル（構内）発から町田バスセンター経由で南町田方面へ向かう。
2019年10月1日に南町田駅は「南町田グランベリーパーク駅」と改称されたが、停留所名についてはグランベリーパークが開業した同年11月13日に改称され、同時に途中の熊野神社前停留所が「南町田北」に改称された。

### 成瀬駅・つくし野駅発着路線
- つ01：つくし野駅 - 柳谷戸 - 成瀬駅 - ポプラヶ丘前 - 成瀬台
- つ03：つくし野駅 - 柳谷戸 - 成瀬駅 - 昭和薬科大学 - 東玉川学園四丁目
- 成01：成瀬駅 - ポプラヶ丘前 - 成瀬台
- 成02：成瀬駅 - 昭和薬科大学 - 東玉川学園四丁目
- 成03：成瀬駅 - ポプラヶ丘前 - 奈良二丁目 - こどもの国駅
- 成04：成瀬駅 - ポプラヶ丘前 - 成瀬台 - こどもの国駅
- 成05：成瀬駅 → 昭和薬科大学 → ポプラヶ丘前 → 成瀬台（土曜・休日運休）

成瀬台地区の住宅街を走る短距離路線で、平日・土曜の日中と休日の全時間帯はつくし野駅発着が中心となり、それ以外は成瀬駅発着で運行される。つ01・成01は最も基本となる成瀬台への路線で、成04はこれらをこどもの国駅まで延伸した路線である。2000年の道路整備進展に伴って新設され、同時期にこどもの国線が通勤路線化されたこともあって利用客が増加した。以前は平日・土曜の日中につ01・成01・04がそれぞれ1便ずつの毎時3本程度、休日の日中はつ01・成04が1便ずつの毎時2便程度で運行されていたが、2017年2月16日の改正でダイヤが全体的に見直され、減便傾向となった。成05は平日朝に運行される昭和薬科大学経由の路線で、成瀬台方向のみ運行される。2014年のダイヤ改正で新設され、以前は往復運行のつ02（つくし野駅 - 成瀬駅 - 昭和薬科大学 - 成瀬台）が存在したが、2017年のダイヤ改正で成05に代替廃止された。
つ03・成02は元々、昭和薬科大学止まりとして運行していたものを東玉川学園四丁目の折返場新設に伴って1992年10月に路線延伸（大学止まりの初代・つ02は2008年まで存続）したものだが、本数は少なく、以前はつくし野駅発が毎時1便程度、成瀬駅発は主に通学時間帯の運行だったが、2017年のダイヤ改正でつくし野駅発が平日4本、土日2本となり、成瀬駅発は毎時1本程度に変更された。
成03は、成瀬駅から横浜市奈良地区南西部、あかね台とも程近い新興住宅街を経由し、こどもの国駅へ向かう路線。毎時1便が運行される。当初はこどもの国駅まで向かった後、そのまま現・成04と同一経路で走行し、横浜市内に設置された成04専用の成瀬台停留所（現在の駒狩公園前停留所付近）まで運行されていた。その後の道路整備や住宅造成の発展に伴い、成04を新設し、奈良経由の成03はこどもの国駅止まりに変更された。

### 長津田駅南口 - 南町田方面

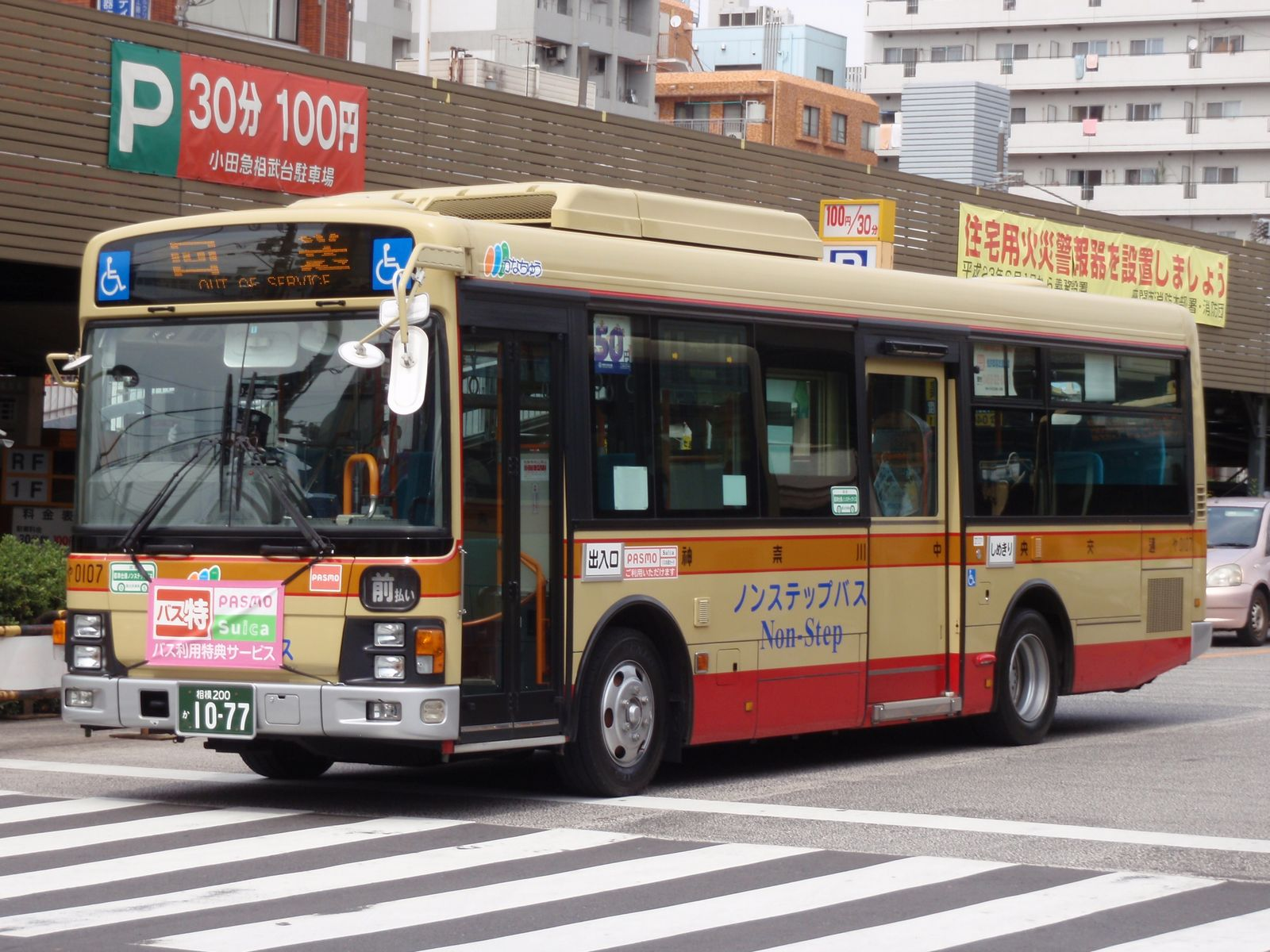
津01などで使用される中型車 (や0107、現：や107)

- 津01：長津田駅 - 南長津田団地前 - 岡部谷戸 - 町田辻 - 南町田グランベリーパーク駅

長津田駅南口から南町田へ向かう路線で、長津田駅南口発着だが停留所名称は「長津田駅」となり、南口は付かない。町82（町田バスセンター・ターミナル - 長津田辻 - 長津田駅）の廃止代替で、下長津田経由の旧・津02と共に新設された。なお、津02は2003年に廃止されており、現行の津02は2代目である。2017年に南町田駅北口広場の新設により、長津田辻（現・町田辻）から南町田駅へ延伸され、南町田駅方面の町田辻停留所は交通規制の関係で通過することになった。途中に狭隘路があるため、原則として中型車で運行される。

### 長津田駅北口 - あかね台 - 成瀬台方面
- 津02：長津田駅北口 - 堀の内 - あかね台北 - 奈良三丁目 - 成瀬台
- 津04：長津田駅北口 - 堀の内 - あかね台北 - 奈良三丁目（土曜・休日運休）

2014年8月31日の長津田駅北口ロータリー供用開始によって新設された。長津田駅の北西部にある横浜市青葉区あかね台と東京都町田市成瀬台の新興住宅地へのアクセス路線である。あかね台地区の一部区間では上記の新設以前から東急バス青葉台営業所の青55（青葉台駅 - 恩田駅）も同一経路を走行する。通勤通学に主眼を置いた路線で、長津田駅方向は5時台 - 17時台、成瀬台方向は10時台 - 23時台の運行である。
2015年9月24日には奈良三丁目発着の津04が平日のみ新設された。

### 長津田駅北口 - 松風台 - 青葉台駅方面
- 津03：長津田駅北口 - 堀の内 - 中恩田橋 - 松風台 - 青葉台駅

津03は、東急バスとの共同運行を解消したあかね台発着の青55を長津田駅北口発着に変更した路線で、途中の堀の内から青葉台駅間は青55と同一の経路である。毎時1便程度が確保されているものの、日中に全く運行されない時間帯もある。経路上の大半は横浜市の均一運賃区域内で、「前乗り中降り・運賃前払い」方式の東急バスの路線と並行しているが、本路線では町田市内の路線と同様の「中乗り前降り・運賃後払い」整理券方式を採用している。

### 南町田グランベリーパーク駅 - マークスプリングス方面

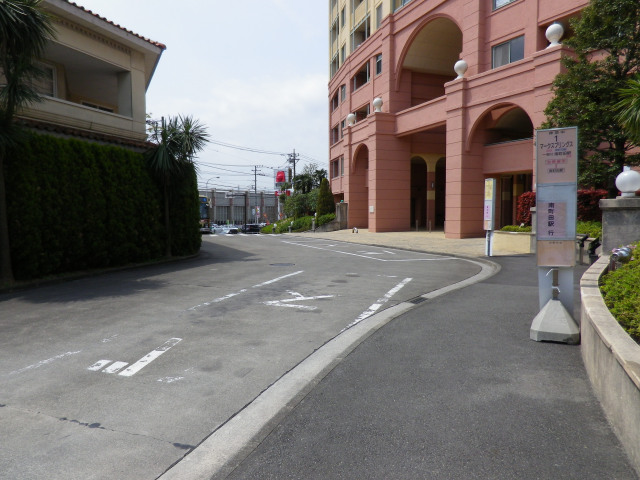
マークスプリングス停留所

- 南02：南町田グランベリーパーク駅 -（直行）- マークスプリングス
- 南03：南町田グランベリーパーク駅 → 町田辻 → 大ヶ谷戸 → マークスプリングス

2003年7月1日に直行便が新設されたマークスプリングス方面のアクセス路線で、並行する町87（町田ターミナル・町田バスセンター - 鶴間駅）と異なり国道246号の新道を経由する。平日昼間はおおむね35分間隔、土休日昼間はおおむね50分間隔で運転される。2011年6月13日には町87と同様の旧道経由で結ぶ南03が新設され、20時以降の夜間に運転される。2017年4月1日に南町田駅北口広場の使用開始に伴い、南町田駅北口への乗り入れに経路変更された。原則として中型車で運行される。

### 三ツ境駅・瀬谷駅 - 鶴間駅・細谷戸方面
- 間14：鶴間駅東口 - 鶴間車庫 - 八幡神社前 - 竹村町 - 瀬谷駅
- 間15：鶴間駅東口 - 鶴間車庫 - 八幡神社前 - 竹村町 - 瀬谷駅 - 相沢 - 三ツ境駅北口（土曜・休日運休）
- 瀬01：瀬谷駅 - 竹村町 - 八幡神社前
- 瀬03：瀬谷駅 - 竹村町 - 八幡神社前 - マークスプリングス
- 境30：三ツ境駅北口 - 中丸 - 相沢 - 細谷戸第1 - 細谷戸第3 - 細谷戸第5（土曜・休日運休）
- 瀬31：瀬谷駅 - 相沢 - 細谷戸第1 - 細谷戸第3 - 細谷戸第5

瀬谷駅から北上する間14・15・瀬01・03は瀬谷駅出発時点では毎時2-3本の運転だが、需要の多くは瀬谷駅 - 八幡神社前間に集中しており、この区間を運行する瀬01の方が本数が多い。瀬01は間14の区間便で、八幡神社前には折返場が無いため、東名高速道路側道とガード下をラケット状に折り返し、側道の反対側で小休止する。瀬03は2003年7月1日に新設されたマークスプリングスへのアクセス路線で、早朝および夕方の運行に抑えられている。間15は平日午前1便の運行で、三ツ境駅では他の路線と異なり北口バスターミナルには入らないのが特徴である。復路は三ツ境駅の南口側を経由するが、戸塚駅方面の路線などが使用する南口バスターミナル、三ツ境駅前停留所の両方とも停車しない。
境30・瀬31は、2008年8月16日に相模鉄道（現・相鉄バス）より移管された路線で、相鉄時代の系統番号はそれぞれ旭30・旭31だった。いずれも2008年4月20日までは細谷戸第3が終点であった。

### 鶴間駅 - 鶴ヶ峰駅 - 横浜駅方面

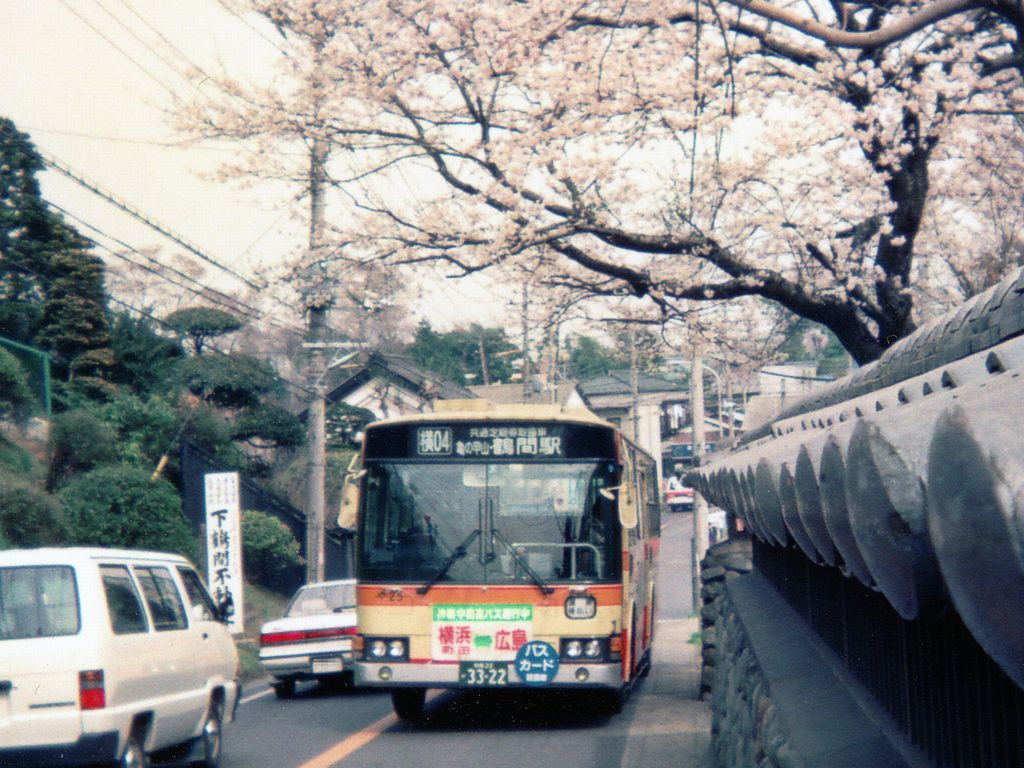
1989年頃の横04 (や25)

- 間01：鶴間駅東口 - 鶴間車庫 - 下鶴間 - 亀甲山 - 大貫橋 - 川井宿 - 今宿 - 鶴ヶ峰駅（中山営業所と共同運行）
- 横04：鶴間駅東口 - 鶴間車庫 - 下鶴間 - 亀甲山 - 大貫橋 - 川井宿 - 今宿 - 鶴ヶ峰駅 - 西谷駅前 - 梅の木 - 和田町 - 洪福寺 - 浅間町車庫前 - 横浜駅西口（土曜・休日運休）

鶴間駅から主に国道16号を経由して横浜市旭区の鶴ヶ峰駅、およびその先の横浜駅西口を結ぶ路線である。前述の90系統（青葉台駅 - 中山駅）と同じく「前乗り中降り・運賃先払い方式」が採用されているが、上記の路線は乗車区間によって運賃が異なるため、乗車時に乗務員へ降車停留所を告げて所定の運賃を支払う。横浜駅西口発着の横04は、長距離路線ながら2008年頃までは毎時2便が運行されており、横浜市営バス5系統との共通定期券が適用されていた。2008年に横浜市営バスから5系統（横浜駅西口 - 鶴ヶ峰駅 - 若葉台中央）が移管された際に、一部を5系統へ振り替え、毎時1便まで減便された。その後、2019年1月16日のダイヤ改正で平日早朝1便を除いて全便が間01へ振り替えられ、横04は大幅に減便された。このダイヤ改正に伴い、間01は中山営業所と共同運行となった。
「亀甲山」停留所は、横浜市交通局と相鉄バスでは「亀甲山」と表記されるのに対し、神奈川中央交通では長らく「亀の甲山」と表記していたが、2014年に入り神奈中でも「亀甲山」表記に変更となっている。なお、2008年2月12日以降「亀甲山」を通る横浜市営バスの路線は存在しない。

### 鶴間駅 - 大和駅・桜ヶ丘駅西口方面

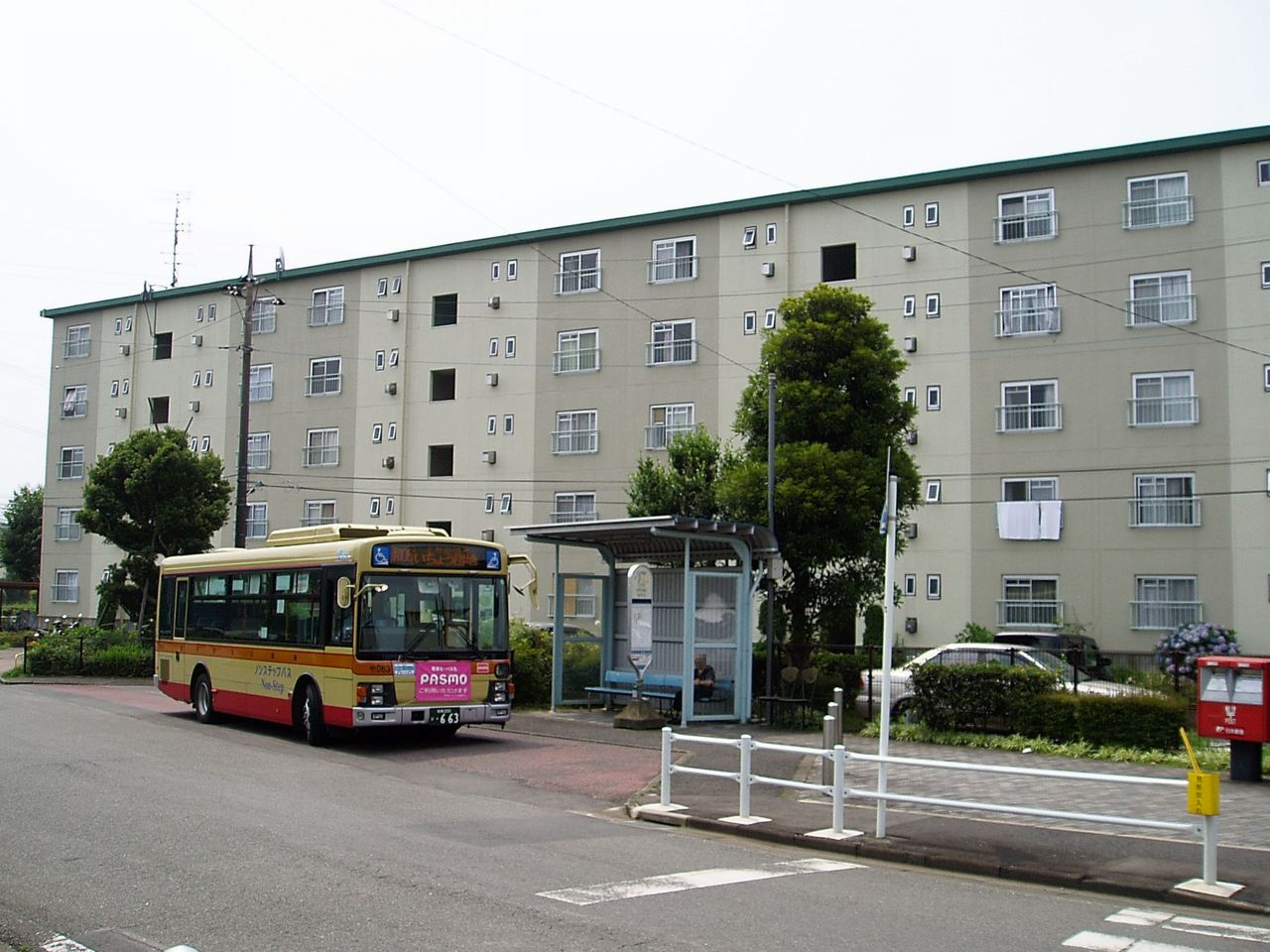
上和田団地 (や063)

- 間10：鶴間駅東口 - 鶴間車庫 - 一の関 - 深見 - 大和駅西口
- 間12：鶴間駅西口 - 上草柳 - 大和駅西口
- 間13：鶴間駅東口 - 市役所市立病院前 - 大和駅西口
- 間13：鶴間駅東口 - 市立病院 - 市役所市立病院前 - 大和駅西口（土曜・休日運休）
- 間16：鶴間駅東口 - 市立病院 - 市役所市立病院前 - 大和駅 - 桜株 - 上和田 - 上和田団地（土曜・休日運休）
- 間17：鶴間駅東口 - 市役所市立病院前 - 大和駅西口 - 引地台公園入口 - 桜ヶ丘駅西口
- 間17：鶴間駅東口 - 市立病院 - 市役所市立病院前 - 大和駅西口 - 引地台公園入口 - 桜ヶ丘駅西口（土曜・休日運休）
- 和03：大和駅 - 桜株 - 上和田 - 上和田団地
- 高01：上和田団地 - 上和田 - 高座渋谷駅東口 - いちょう団地

鶴間駅東口 - 大和駅間を小田急江ノ島線の東側を経由する間13・16・17は「東廻り」と経由表示され、市立病院への通勤路線である。病院構内へ乗り入れるのは平日の日中限定で、それ以外は市役所市立病院停留所から利用する。大和駅までは同じ経路を走行したのち、間16は小田急江ノ島線の東側を、間17は西側を通り桜ヶ丘駅方面へ向かう。和03は間16の区間便であり、大和駅 - 上和田団地は間16と合わせて日中毎時2本運転されている。一方、鶴間駅 - 大和駅間を小田急江ノ島線の西側のルートを走行する間12は「西廻り」と案内され、上草柳停留所は東名高速道路大和バスストップの最寄り停留所である。鶴間駅 - 大和駅間をさらに東の国道467号にて運転する間10は「一の関」経由と案内される。
いちょう団地停留所は、折返所の位置関係から戸塚営業所の停留所とは異なり、境川を挟んで西隣の「保育所前」停留所と同位置（大和市内）に設置されているが、横浜市扱いのため、大和市にもかかわらず横浜市の福祉券が利用可能である。2012年12月16日のダイヤ改正で高01が新設され、同時に間24・和02が廃止、和06も平日早朝の大和駅方向1便を残して廃止され、いちょう団地側の「上和田」停留所が「上和田南」に改称されている。

### 小田急相模原駅・南林間駅発着路線
- 小02：小田急相模原駅 - 小松原入口 - ひばりが丘一丁目 - 南林間駅
- 小03：小田急相模原駅 - 小松原入口 - イオンモール座間 - イオンモール座間入口 - ひばりが丘一丁目 - 南林間駅（土曜・休日運休）
- 小05：小田急相模原駅 -（直行）- イオンモール座間
- 林03：南林間駅 - ひばりが丘一丁目 - イオンモール座間入口 - イオンモール座間
- 林05：イオンモール座間 →（直行）→ 南林間駅

小田急相模原駅と南林間駅を結ぶ路線と、2018年3月16日に開業したイオンモール座間へのアクセス路線である。イオンモールの開業に先立ち、3日前の同年3月13日にダイヤ改正を実施し、イオンモール経由および発着路線が新設された。小02は毎時1本程度運転している。小03は平日夜間のみ運行されるイオンモール座間経由便で、南林間駅方向のみ新設されたが、2019年9月2日より往復運行へ変更された。小05・林05はイオンモール座間への直行便だが、2018年7月のダイヤ改正で林05は並行する林03へ振り替えられ、現在は南林間駅方向のみ運行している。林03は日中毎時2-3本程度の運転で、朝夕はさらに運転本数が増加する。土曜・休日の夜間は林05となっている。
イオンモール座間の停留所は、同年3月13日のダイヤ改正以前は「日産」で、停留所周辺には日産カレストの店舗「カレスト座間店」があるほか、1995年までは日産自動車座間工場が存在していた。現在の日産自動車座間事業所へは本系統群の途中停留所「ひばりが丘一丁目」が最寄と案内されている。2025年4月1日よりイオンモール側の小松原入口停留所が「イオンモール座間入口」に改称された。

### 海老名駅発着路線
- 海03：海老名駅東口 - 国分 - 望地 - かしわ台駅
- 海08：海老名駅東口 - 国分 - 望地 - さがみ野駅 - 相模大塚 - 鶴間駅西口
- 海10：海老名駅東口 - 国分 - 上今泉 - 座間駅 - 立野台 - 相武台前駅

海03・08は海老名駅東口から相鉄線南側へ向かう路線で本数が少なく、海03は50分に1便程度（ただし運転されない時間帯あり）、海08は平日・土休日とも早朝の海老名駅行き、夜間の鶴間駅行き各1便が運行されるのみとなっている。海10は国分から座間駅に向かい、座間駅から台04と同経路で相武台前駅に至る。

### 相武台下駅・相武台前駅発着路線
- 下02：相武台下駅 - 座間駅 - 立野台 - 栗原交番前 - さがみ野駅北口
- 綾76：相武台前駅 - 上小池 - 栗原交番前 - さがみ野駅北口
- 台04：相武台前駅 - 立野台 - 座間駅 - 新田宿中央 - 座間四ツ谷
- 台12：相武台前駅 - 小池大橋 - ひばりが丘一丁目 - 南林間駅

小田急小田原線と相鉄本線を短絡する路線で、綾76はかつて相鉄バスの単独路線だったが、2003年3月31日に綾瀬営業所管内の長27が廃止された際に共同運行路線として参入し、2006年1月22日から神奈川中央交通単独運行へ変更された。系統番号は相鉄バスの担当営業所の頭文字＋数字2桁表記であり、神奈川中央交通では珍しく相鉄方式の系統番号が採用されたが、相鉄バス撤退後も境30・瀬31とは異なり、系統番号の頭文字が相鉄バス綾瀬営業所を示す「綾」のままである。運行本数は1時間に2本程度であるが終車がやや早めとなっている。
下02は、前述の長27と同時に廃止された長28（長後駅西口 - 相武台下駅）の座間市側を存続させ、綾76と同じくさがみ野駅北口発着に改めたものである。

### 臨時系統
- 無番：相武台前駅 -（直行）- ひまわりまつり会場
- 無番：相武台前駅 -（直行）- 座間大凧祭り会場

相武台前駅から毎年8月に開催される「座間市ひまわりまつり」への臨時直行路線と、毎年5月に相模川で開催される「座間市大凧まつり」への臨時直行路線で、どちらも途中停留所は停車しない。

## 廃止・移管路線

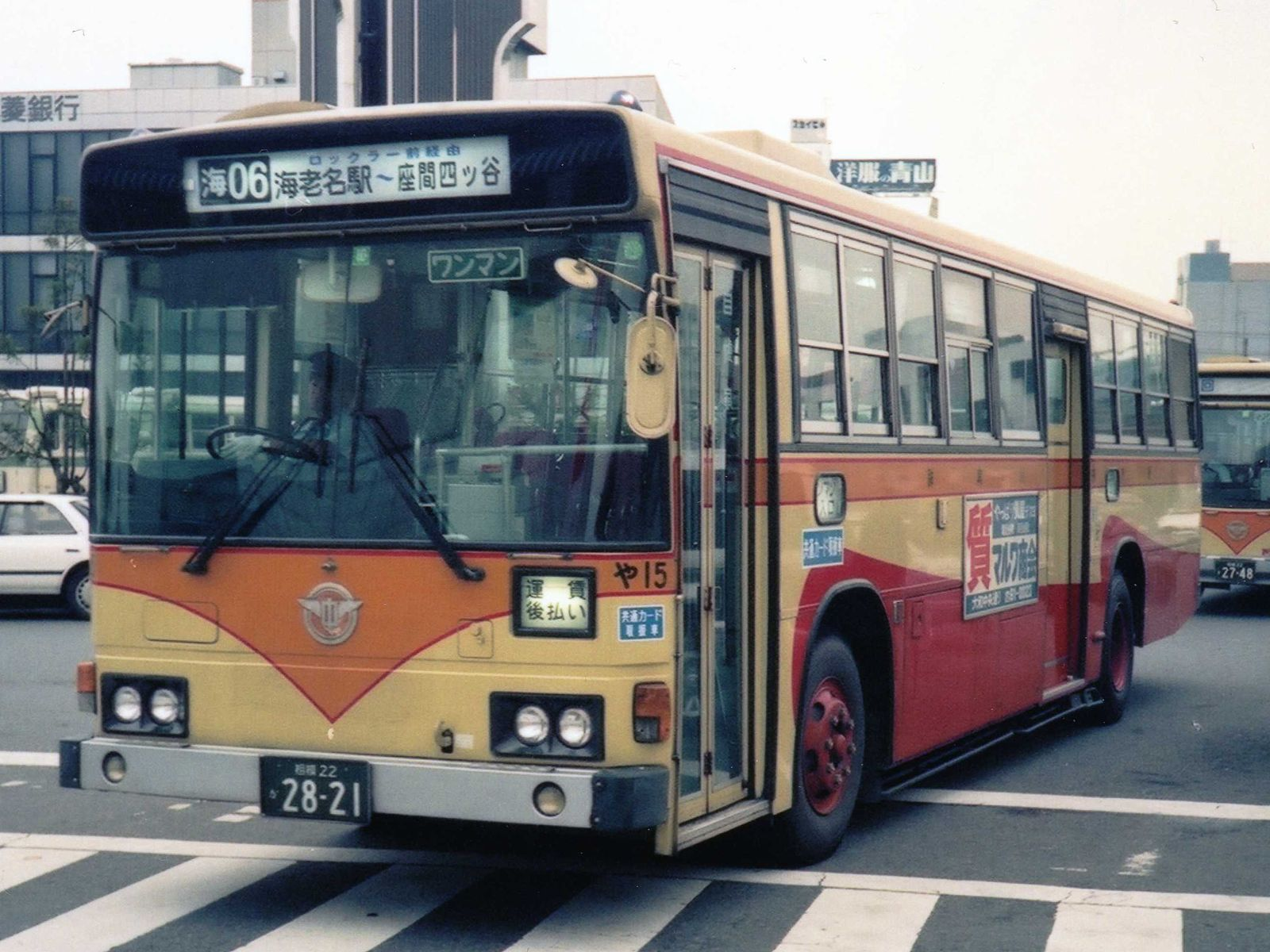
在りし日の海06 (や15)

停留所名称は廃止当時の名称をそのまま記述する。

### 廃止路線
- 町70：町田バスセンター -（←町田ターミナル前 / 原町田三丁目→）- 熊野神社前 - 鞍掛 - 堀の内 - 中恩田橋 - 田奈駅 - 青葉台営業所前 - 十日市場駅

かつては両方向運行され、町71および町73の区間便や出入庫としての位置付けだった。2014年8月31日のダイヤ改正で十日市場駅方向のみの運行となり、2016年10月16日のダイヤ改正で十日市場駅方向の廃止代替として町田駅方向の片道運行に変更されたが、最終的に2024年3月16日のダイヤ改正で運行を終了した。運行終了時の本数は土曜朝1本のみだった。
- 町71（初代）：町田ターミナル → 町田バスセンター → 原町田三丁目 → 熊野神社前 → 成瀬高校前 → 堀の内 → 中恩田橋 → 田奈駅 → 青葉台営業所前 → 青葉台駅 → 都橋 → 中山駅北口（平日・土曜運休）

町田駅から田奈駅・青葉台駅を経由して中山駅へ向かう片道運行の長距離路線で、町73（町田バスセンター - 青葉台駅）と90（青葉台駅 - 中山駅）を足した路線である。2010年5月16日に廃止され、休日早朝に1便が運行されるのみだった。
- 町71（二代）：町田バスセンター -（←町田ターミナル前 / 原町田三丁目→）- 熊野神社前 - 成瀬高校前 - 堀の内 - 中恩田橋 - 田奈駅 - 青葉台営業所 - 青葉台駅 - 中山駅北口（土曜・休日運休）

初代とほぼ同経路ながら運行日が平日に変更され、町田方向が設定されたが早朝1往復のみに抑えられ、2016年3月22日に廃止された。
- 町72：町田バスセンター → 原町田三丁目 → 熊野神社前 → 成瀬高校前 → 堀の内 → 中恩田橋 → 田奈駅 → 長津田駅（平日・土曜運休）
- 町72：長津田駅 → 田奈駅 → 中恩田橋 → 堀の内 → 成瀬高校前 → 熊野神社前 → 町田ターミナル前 →  町田バスセンター

町田ターミナル方向は毎日運行だが長津田駅方向は休日早朝のみ設定されていた。2014年8月31日の長津田駅北口ロータリーの供用開始によるダイヤ改正で町77に代替廃止された。
- 町73：町田バスセンター - 原町田三丁目 - 熊野神社前 - 成瀬高校前 - 堀の内 - 中恩田橋 - 田奈駅 - 青葉台営業所 - 青葉台駅（土曜・休日運休）

かつては主力路線だったが、前述の路線再編で2014年8月31日のダイヤ改正で一度廃止された。その後、2016年10月16日のダイヤ改正で早朝1往復に限って復活したが、2023年1月16日のダイヤ改正で青葉台駅方向が再び廃止され、2025年3月29日のダイヤ改正で町田方向も再び廃止され、系統として消滅した。
- 町77（初代）：町田バスセンター - 町田ターミナル - 熊野神社前 - 成瀬高校前 - 十日市場駅 - 若葉台中央（平日・土曜運休）

1986年4月1日に新設された「買い物バス」で、休日の日中のみ運行していた。1997年に廃止されたが、系統番号は再利用されている。
- 町80：町田バスセンター・町田ターミナル - 町谷原 - つきみ野駅 - 中央林間駅 - 南林間駅東口 - 市役所 - 市立病院 - 大和駅西口

町田駅から中央林間駅経由で大和駅へ至る長距離路線だったが、2002年10月16日のダイヤ改正で町82（町田ターミナル・バスセンター - つきみ野駅）に短縮された。2021年現在、中央林間駅に乗り入れる一般路線は存在しない。
- 町81：町田バスセンター → 町田ターミナル - 金森 - つくし野駅 - 長津田駅（平日・土曜運休）

休日に1往復が運行され、復路は町田ターミナル終着だった。2003年10月4日のダイヤ改正で廃止された。
- 町82（初代）：町田バスセンター - 長津田辻 - 岡部谷戸 - 長津田駅

1990年代に町田バスセンター - 長津田辻間を短縮して津01・02に変更した。
- 町82（二代）：町田ターミナル → 町田バスセンター -（←町田ターミナル前 / 原町田三丁目→）- 金森 - 南中学校前 - 町谷原 - 町谷 - つきみ野駅

かつて運行されていた町80を短縮し、町田側のみ存続させているものである。2002年の短縮当初から1日5便程度と少数だったものが、2016年10月16日のダイヤ改正で平日・土曜・休日2便とさらに減少され、2025年3月29日のダイヤ改正で廃止された。
- 町84：町田ターミナル → 町田バスセンター → 原町田三丁目 → 金森 → 南中学校前 → 小川高校入口 → 成瀬駅（土曜・休日運休）

2021年1月16日のダイヤ改正で町田ターミナル発のみ廃止され、全便が町田バスセンターと成瀬駅間の運行となった。
- 町86：町田バスセンター - 長津田辻 - 瀬谷駅

町田バスセンターから相鉄本線瀬谷駅まで運行する中距離路線である。1日1便が運行されるのみで、1999年1月31日のダイヤ改正で廃止された。
- 町88：町田ターミナル → 町田バスセンター → 原町田三丁目 → 金森 → 南中学校前 → 町谷原 → 町田辻 → 下鶴間 → 鶴間車庫（深夜バス）（土曜・休日運休）

2021年1月16日に深夜バスのみ廃止された。
- 町90：国立相模原病院 → 小田急相模原駅 → 豊町 → 相模大野駅 → 境橋 → 町田ターミナル → 町田バスセンター

町田ターミナルから相模原病院へ向かう長距離路線で、かつては町田駅南口発着として運行されていた。1999年11月20日に廃止されたが、最末期は国立相模原病院からの片道運行だけだった。
- 町93：町田バスセンター → 原町田三丁目 → 熊野神社前 → 鞍掛 → 昭和薬科大学
- 町94：町田ターミナル → 町田バスセンター -（←町田ターミナル前 / 原町田三丁目→）- 熊野神社前 - 鞍掛 - 昭和薬科大学 - ポプラヶ丘前 - 成瀬台

町田駅と昭和薬科大学を結ぶ路線だったが、2021年1月16日のダイヤ改正で両系統とも廃止され、町94の一部は前述の町74（大学非経由）に振り替えられた。町94は毎時1本程度運行されていたものの、町93は平日3便、土曜2便、休日1便の大学方向の片道運行だった。
- つ02（初代）：つくし野駅 - 柳谷戸 - 成瀬駅 - 昭和薬科大学

2008年2月12日に廃止された。
- つ02（二代）：つくし野駅 → 柳谷戸 → 成瀬駅 → 昭和薬科大学 → ポプラヶ丘前 → 成瀬台（土曜・休日運休）
- つ02（二代）：成瀬台 → ポプラヶ丘前 → 昭和薬科大学 → 成瀬駅 → 柳谷戸 → つくし野駅（日曜・休日運休）

2014年4月1日のダイヤ改正でつ03（成瀬台 → 成瀬駅 → つくし野駅）を往復運行化したもので、系統番号は不使用だったつ02（二代）を再利用した。往路は平日早朝のみ、復路は平日・土曜の夜間に設定され、日曜・休日は運行されなかった。2017年2月16日のダイヤ改正で成05へ代替廃止された。
- つ03（初代）：成瀬台 → 昭和薬科大学 → 成瀬駅 → つくし野駅

2014年4月1日のダイヤ改正でつ02（二代）へ代替廃止された。
- 成03（初代）：成瀬駅 - 奈良二丁目 - 成瀬台

2000年3月28日にこどもの国駅発着へ延伸された。
- 津02（初代）：長津田駅 - 下長津田 - 長津田辻（平日・土曜運休）

2003年4月1日のダイヤ改正で廃止された。
- 津03（初代）：長津田駅 - 玄海田 - 公園前

中山営業所が担当する40（長津田駅 - 若葉台中央）の前身で、2001年12月17日に新設された。2002年8月1日に若葉台中央発着へ延伸され、横浜市営バスとの共同運行の40系統へ変更された。
- 市02：市が尾駅 - 恩田住宅 - 下長津田 - 長津田駅（平日・休日運休）

土曜早朝の1往復のみ運行し、2021年1月16日より休日運行から変更された。主に国道246号を走行する。2025年1月14日のダイヤ改正で廃止され、神奈中としては市が尾駅から撤退した。
- 林05：南林間駅 →（直行）→ イオンモール座間

2018年7月1日のダイヤ改正で、イオンモール方面が並行する林03に代替された。
- 林11（初代）：南林間駅 - 境橋 - 町田駅南口

前述の町90（国立相模原病院 → 小田急相模原駅 → 町田ターミナル → 町田バスセンター）と同様に町田駅南口発着だったが、こちらは町90より早い1996年頃に廃止されている。
- 林11（二代）：南林間駅 → 代官山 → 中和田入口 → 谷口 → 境橋 → 町田ターミナル（平日・土曜運休）

初代を町田ターミナル発着へ変更したものだが、2002年11月16日のダイヤ改正で廃止された。最末期は休日に南林間駅から片道1便が運行されるのみだった。
- 間02：鶴間駅東口 - 車庫前 - 下鶴間 - 亀の甲山 - 福泉寺前 - 中山駅

2008年2月12日のダイヤ改正で廃止された。
- 間03：鶴間駅東口 - 亀の甲山 - 今宿 - 鶴ヶ峰駅
- 間05：鶴間駅東口 → 東名横浜インター → 鶴間駅東口

どちらも1996年頃まで運行された鶴間駅発着路線で、間05は東名横浜インター経由の循環路線だった。
- 間06：鶴間駅東口 → 車庫前 → 長津田辻 → 後谷戸 → 長津田駅（土曜運休）
- 間06：長津田駅 → 後谷戸 → 長津田辻 → 車庫前 → 鶴間駅東口（平日・土曜運休）

2003年10月4日のダイヤ改正で廃止された。
- 間11：鶴間駅西口 → 上草柳 → 学校前 → 中央四丁目 → 大和駅西口（西外回り）（平日・休日運休）

循環路線では無いものの「西外回り」と呼ばれていた。土曜の早朝に1便が片方向のみ運行されたが、2003年4月1日のダイヤ改正で廃止された。
- 間18：いちょう団地 → 桜株 → 大和駅西口 → 市役所市立病院前 → 鶴間駅東口

大和駅経由で鶴間駅へ向かう片道運行の路線で、1993年頃に廃止されている。
- 間22：鶴間駅 - 南林間駅 - 小松原 - 座間 - 相武台前駅 - 新田宿中央 - 座間四ッ谷

2002年11月16日のダイヤ改正で廃止された。
- 間24：鶴間駅東口 - 市役所 - 市立病院 - 大和駅 - 桜株 - 下和田 - 上和田団地 - いちょう団地
- 和02：大和駅 - 桜株 - 上和田 - いちょう団地

前述の間18と異なり、上和田団地を経由していた。和02は大和駅発着の区間便だが間24とは経路が異なっていた。2012年12月16日のダイヤ改正で揃って廃止された。
- 和04：大和駅 -  一の関 - 上瀬谷通信隊

1992年のダイヤ改正で廃止された。
- 和06：大和駅 - 桜株 - 上和田 - 上和田団地 - いちょう団地

大和駅発は2012年12月16日のダイヤ改正で、いちょう団地発は2024年3月16日のダイヤ改正でそれぞれ廃止された。
- 小01：小田急相模原駅 - 小松原入口 - 鶴間原 - 大和学園セシリア入口 - 南林間駅

2002年11月16日のダイヤ改正で廃止された。
- 小03（初代）：小田急相模原駅 - 国立相模原病院 - 麻溝台

夜間に数本が運行されるのみだったが、1999年11月20日の相模原地区ダイヤ改正で廃止された。
- 小03（二代）：小田急相模原駅 → 小松原入口 → イオンモール座間 → 小松原入口 → ひばりが丘一丁目 → 南林間駅

2019年9月2日より往復運行へ変更された。
- 小07：小田急相模原駅 - 国立相模原病院

1999年11月21日の相模原地区ダイヤ改正で後述の小04・06と大58が相模原営業所へ移管され、小07は移管されず廃止された。小03（初代）と共に相模原が運行する小14などと重複していたほか、廃止当時は麻溝操車所が存在しなかったため、移管された小04と共に大和が担当していた。
- 台03：相武台前駅 - 座間 - 入谷駅入口 - 座間四ッ谷
- 台05：相武台前駅 - 座間中央病院 - 立野台 - 座間駅 - 相武台下駅
- 台07：相武台前駅 - 座間 - 新田宿中央 - 座間四ッ谷
- 台08：座間四ッ谷 - 新田宿中央 - 座間 - 相武台前駅 - 鶴間原 - 代官山 - 車庫前

相武台前駅を発着する上記4路線は全て、2002年11月16日の海老名・座間地区再編で廃止された。
- 台09：相武台前駅 - 広野台 - 南林間駅 - 鶴間駅
- 台11：相武台前駅 - 日産座間工場

1990年代後半には廃止されている。
- 下01：相武台下駅 - 座間駅 - 立野台 - 座間中央病院

2002年11月16日の海老名・座間方面の再編で新設されたが、2005年2月16日に廃止された。
- 海04：かしわ台駅 - 望地 - 国分 - 海老名駅 - 中新田小学校 - 社家駅 - 有馬高校
- 海04：かしわ台駅 - 望地 - 国分 - 海老名駅 - 中新田小学校 - 蚕業センター前 - 社家駅 - 有馬高校
- 海05：海老名駅 - 中新田小学校 - 社家駅 - 有馬高校
- 海06：海老名駅西口 - 今泉 - ロックラー前 - 座間四ツ谷
- 海07：海老名駅 - 今泉 - 西鶴寺前 - 鶴間駅
- 海13：海老名駅 - 国分 - 座間駅入口 - 座間 - 相武台下駅
- 海14（初代）：海老名駅東口 - 今泉 - ロックラー前 - 座間四ツ谷 - 入谷駅入口 - 座間 - 相武台前駅
- 海14（二代）：海老名駅西口 - 今泉 - ロックラー前 - 座間四ツ谷 - 入谷駅入口 - 座間 - 相武台前駅

海老名駅発着路線の上記6系統は全て2002年11月16日の海老名・座間地区再編で廃止された。海04の日中は蚕業センターを経由し、海14は2001年11月1日のダイヤ改正で西口発着へ変更された。これらの路線が廃止されたことで一部区間から路線バスが撤退した。
- 峰08：座間四ツ谷 → 相武台前駅 → 代官山 → 亀の甲山 → 鶴ヶ峰（土曜・休日運休）

かつて横浜駅から座間四ツ谷まで直通運行が行なわれていたが、系統分割や区間短縮で平日早朝に片道1便が運行されていた。1996年のダイヤ改正で台08（座間四ッ谷 - 相武台前駅 - 車庫前）へ変更された。
- 横06：横浜駅西口 - 鶴ヶ峰 - 今宿

詳細不明だが1990年代後半から2000年代初頭にかけて廃止されており、現存しない。
- 青55：青葉台駅 - 松風台 - 中恩田橋 - 堀の内 - あかね台（東急バス青葉台営業所と共同運行）

東急バスとの共同運行路線だが、2014年8月31日のダイヤ改正で神奈中担当便が長津田駅北口発着の津03へ移行したため、東急バスの単独路線となった。なお、あかね台停留所には神奈中仕様の停留所ポールが存在しており、神奈中の文字の上に東急バスの社章が貼り付けられて再利用されていたが、2024年4月に恩田駅への路線延伸を機に、新しいものへと交換されている。
- 90：青葉台駅 - 青葉台営業所前 - 山谷みどり台 - 中山駅北口（横浜市営バス若葉台営業所・東急バス青葉台営業所と共同運行）

横浜市営バス若葉台営業所・東急バス青葉台営業所との3社局による共同運行路線だった。2014年8月31日改正までは神奈中は90系統を担当していなかったが、町71（町田バスセンター・町田ターミナル - 田奈駅 - 青葉台駅 - 中山駅）の一部が青葉台駅で分割された際、青葉台駅 - 中山駅北口間の区間便が横浜市営バスに合わせて90系統を名乗るようになった。その後、町71は2016年3月に廃止されたため、この区間を走るのは90系統のみであった。古くは町71の時代から2024年3月23日まで青葉台駅 - 中山駅北口間で3社局共通定期券の取扱いがあり、横浜市営バスもしくは東急バスが発行する共通定期券で神奈中担当便にも乗車できた。なお、神奈中の担当は町71を代替した平日2往復のみである。なお、この路線は横浜市営・東急と揃える形で「前乗り中降り、運賃前払い」方式が採用されていた。かつて大和営業所では、横浜市営バスとの共管路線や、横浜市営バス方式（数字のみ）の系統番号を用いる路線が数多く存在していたが、旧・大和営業所中山操車所が中山営業所として分離独立した後は、本路線が大和営業所で唯一の横浜市営バス方式の系統番号を名乗っていた。2025年3月28日をもって神奈中は運行から撤退した。

#### 町田市コミュニティバス「かわせみ号」町田駅ルート

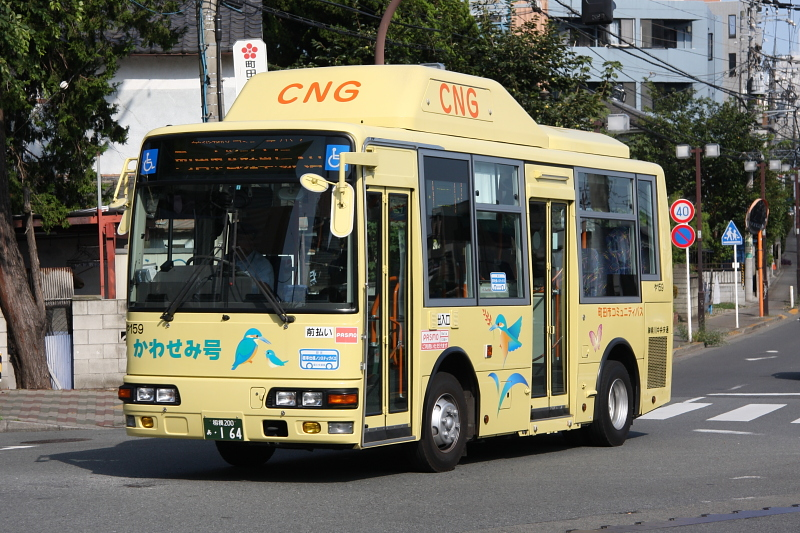
町田駅南口付近を走行する「かわせみ号」専用車両だった三菱ふそう・エアロミディME・CNG車 (や159)

- 平日：町田駅南口 → 市営駐車場入口 → 金森第6住宅入口 →（団地内循環）→ 防災いこいの広場入口 → 金森第6住宅入口 → 町田駅南口
- 休日：市営駐車場入口 → 金森第6住宅入口 →（団地内循環）→ 防災いこいの広場入口 → 金森第6住宅入口 → 市営駐車場入口
- 平日始発：金森第6住宅入口 → 防災いこいの広場入口 →（団地内循環）→ 金森第6住宅入口 → 町田駅南口
- 休日始発：金森第6住宅入口 → 防災いこいの広場入口 →（団地内循環）→ 金森第6住宅入口 → 市営駐車場入口
- 平日最終：町田駅南口 → 市営駐車場入口 → 金森第6住宅入口 →（団地内循環）→ 防災いこいの広場入口
- 休日最終：市営駐車場入口 → 金森第6住宅入口 →（団地内循環）→ 防災いこいの広場入口

2009年7月18日より「かわせみ号」第2路線として試験運行を開始した。町田駅と金森団地を結ぶ路線で、折返場が無い町田駅南口へのアクセスのために境橋を渡り、相模原市内の鹿島神社付近を経由するがその間に停留所の設置は無かった。また、この区間に存在する「町田駅南」交差点が土曜・休日の日中時間帯に限って直進禁止となるため、この時間帯は市営駐車場入口（JR町田駅ターミナル口の裏口となる）を起終点とし、付近の道路をラケット型に折返して運行していた。結局この路線は、試験運行開始から一定期間が経過しても前述した収入の最低ラインに達することが出来ず、近隣に一般路線（町89）が存在することから、2012年9月30日に廃止された。

### 移管路線
- 町12：町田バスセンター - 町田ターミナル - 境川団地 - 木曽南団地

町田営業所との共同運行だったが、現在は町田へ移管されている。
- 町76：町田バスセンター - 五間道路 - 市役所前 - 協同住宅 - 成瀬台

2002年10月16日のダイヤ改正で町田へ移管された。
- 小04：小田急相模原駅 - 国立相模原病院 - 麻溝台 - 北里東病院 - 北里大学病院
- 小06：小田急相模原駅 - 豊町 - 相模大野駅北口
- 大58：相模大野駅北口 - 豊町 - 小田急相模原駅 - 国立相模原病院

1999年11月21日の相模原地区ダイヤ改正で小04・06と大58が相模原営業所へ移管された。大58は町90（国立相模原病院 → 小田急相模原駅 → 町田ターミナル → 町田バスセンター）の区間便だが、相模原移管後に廃止された。
- 間01：鶴間駅東口 - 鶴間車庫 - 下鶴間 - 亀甲山 - 大貫橋 - 川井宿 - 今宿 - 鶴ヶ峰駅
- 横51：横浜駅西口 - 洪福寺 - 和田町 - 梅の木 - 鴨居町 - 緑車庫前 - 中山駅
- 横52：横浜駅西口 - 浅間町車庫前 - 洪福寺 - 和田町 - 梅の木 - 鶴ヶ峰駅 - 今宿 - 川井宿 - 三保橋 - 中山駅
- 中50：中山駅 - 貝の坂 - 川和町 - 市が尾駅
- 中53：中山駅 - 三保橋 - 川井宿 - 今宿 - 鶴ヶ峰駅
- 中54：中山駅 - 三保橋 - 三保中央
- 中55：中山駅 - 境 - 長坂谷公園南 - 中山車庫（急行、記載停留所のみ停車）
- 鴨02：鴨居駅 - 白山中央 - 白山高校 - 中山車庫
- 峰02：鶴ヶ峰駅 - 今宿 - 川井宿 - 大貫橋 - 若葉台近隣公園前 - 若葉台中央 - 郵便局前 - 十日市場駅
- 峰03：鶴ヶ峰駅 - 下白根橋 - 千丸台団地 - 白山高校 - 中山車庫
- 境21：三ツ境駅北口 - 西部病院前 - 亀甲山 - 大貫橋 - 若葉台近隣公園前 - 若葉台中央 - 郵便局前 - 十日市場駅
- 南01：南町田駅 - 東名横浜町田インター - 若葉台近隣公園前 - 若葉台中央
- 01：横浜駅西口 - 松本 - 三ツ沢西町 - 岡沢町 - 梅の木 - 鴨居町 - 緑車庫前 - 中山駅
- 01：三ツ沢西町 → 岡沢町 → 梅の木 → 鴨居町 → 緑車庫前 → 中山駅
- 01：中山駅 - 緑車庫前 - 鴨居町 - 竹山団地
- 05：横浜駅西口 - 浅間町車庫前 - 洪福寺 - 和田町 - 梅の木 - 鶴ヶ峰駅 - 今宿 - 川井宿 - 大貫橋 - 若葉台近隣公園前 - 若葉台中央
- 05：鶴ヶ峰駅 - 今宿 - 都岡辻 - よこはま動物園
- 05：鶴ヶ峰駅 → 今宿 → 都岡辻 → よこはま動物園 → よこはま動物園北門
- 05：鶴ヶ峰駅 - 今宿
- 23：十日市場駅 - 郵便局前 - 若葉台中央
- 40：長津田駅 - 玄海田 - 霧が丘公園前 - 若葉台近隣公園前 - 地区公園 - 若葉台中央
- 40：長津田駅入口 - 玄海田 - 霧が丘公園前 - 若葉台近隣公園前 - 地区公園 - 若葉台中央
- 56：鴨居駅 - 鴨居町 - 竹山団地
- 62：横浜駅西口 - 洪福寺 - 和田町 - 梅の木 - 西谷駅前 - 千丸台団地（急行）
- 62：横浜駅西口 → 洪福寺 → 和田町 → 梅の木 → 西谷駅前 → 千丸台団地 → 千丸台集会所（急行）
- 115：鶴ヶ峰駅 - 今宿 - 川井宿 - 大貫橋 - 若葉台近隣公園前 - 若葉台中央
- 115：鶴ヶ峰駅 → 今宿ハイツ → グリーンヒル上白根 → 鶴ヶ峰駅（今宿ハイツ循環）
- 116：三ツ境駅北口 - 西部病院前 - 亀甲山 - 大貫橋 - 若葉台近隣公園前 - 若葉台中央
- 116：三ツ境駅北口 - 西部病院前 - 亀甲山 - 大貫橋 - 地区公園 - 若葉台中央
- 119：鴨居駅 → 鴨居町 → 新井町 → 千丸台団地 → 白山高校 → 白山中央 → 鴨居駅（新井町廻り）
- 119：鴨居駅 → 白山中央 → 白山高校 → 千丸台団地 → 新井町 → 鴨居町 → 鴨居駅（白山高校廻り）
- 119：鴨居駅 - 鴨居町 - 新井町 - 西谷駅前 - 和田町 - 峯小学校前
- 121：新横浜駅前 - 八反橋 - 羽沢団地前 - 三枚町 - 川島住宅 - 和田町 - 洪福寺 - 保土ヶ谷駅西口

2017年1月1日のダイヤ改正で中山営業所へ移管された。
- 座間市コミュニティバス
- 町田市金森地区コミュニティバス「かわせみ号」成瀬駅ルート
- 大和市コミュニティバス「のろっと」

2021年4月より段階的に神奈中タクシーへ移管され、2023年10月に全路線が移管された。

## 車両

### 一般路線車
全て大型車と中型車で構成され、一般路線用の小型車は存在しない。一般路線用の大型車については、三菱ふそう以外にもいすゞ・キュービック・いすゞ・エルガの他、富士重工業製の車体を架装した車両も存在していた。日野自動車（日野・ブルーリボンとブルーリボンII）や日産ディーゼル（富士重工業製車体）も在籍していたこともあり、非常にバラエティに富んでいた。現在では除籍あるいは中山操車所（現・中山営業所）へ転出したことで配置が無くなった。
大型車は、三菱ふそう・エアロスターノンステップバスとワンステップバスが所属する。比率はノンステップバスがやや多い。車体は三菱ふそうバス製造製がほとんどであるが、ノンステップバスに2台のみ西日本車体工業製のエアロスターSが存在する。また大和営業所再編前には、2017年3月まで藤沢神奈交バスが新車で導入したエアロスターワンステップバスが2台所属しており、会社再編時に車体表記類の変更はあったものの、最後まで藤沢神奈交バスのオリジナルカラーを維持していたのが特徴であった。中型車はいすゞ・エルガミオノンステップバスとワンステップバスを中心に、三菱ふそう・エアロミディSワンステップバスも少数ながら所属する。なお、エルガミオはほとんどが初代車両であるが、ノンステップバスに1台のみ2代目の車がある。2017年4月までは、町89に使用するにエルガミオが3台所属していたが、同系統の使用車両が他の系統と共通の大型車になったことに伴い、全車が転出した。相模原営業所と中山営業所、神奈川中央交通津久井営業所にそれぞれ1台ずつ転属している。
方向幕時代は交通電業社（パラサイン）最大の240段、段間ピッチが300mで、方向幕の巻きの長さは70メートルを超えることが同社の公式サイトでも紹介されている。
2017年10月より、一般路線車の一部において新型の白色LED行先表示器を搭載する改造が順次進められた。行先表示にLEDを採用した際には、方向幕に記載していた「共通定期券取扱車」の表示が省略された。
特別支援学校や企業等輸送用に特定輸送用・貸切輸送用車両も所属している。

### コミュニティバス用車両
2023年10月以降、在籍車両は存在しない。かつては町田市金森地区コミュニティバス「かわせみ号」、大和市コミュニティバス「のろっと」、座間市コミュニティバス「ザマフレンド号」の運行を受託していた為、各路線専用の日野・ポンチョがそれぞれ配置されていたが、神奈中タクシーへの路線移管に伴って全車転出している。それ以前には小型車のエアロミディMEが所属し、町田市「かわせみ号」ではCNG車が使用されていたが、全車除籍されている。